# 李子榮 (清朝)
李子榮，湖南省衡州府衡山縣人，清朝政治人物、進士出身。
光緒十二年（1886年），参加光緒丙戌科殿試，登進士二甲59名。同年五月，改翰林院庶吉士。光緒十六年四月，散館，著以部属用。